# Alfred H. Thiessen
Alfred H. Thiessen (8 de abril de 1872-7 de junio de 1956) fue un meteorólogo estadounidense que da nombre a los polígonos de Thiessen.
Alfred H. Thiessen nació en Troy, Nueva York. Obtuvo un grado de la Universidad Cornell en 1898 y trabajó en el Servicio Meteorológico Nacional (hoy NOAA - Administración Oceánica y Atmosférica Nacional). Empezó en Pittsburgh como observador el 1 de julio de 1898. Posteriormente fue asignado como ayudante en Helena, Washington, Punta Reyes y Manteo y posteriormente ya como oficial al cargo en Mount Weather, Raleigh (1907), Indianapolis, Salt Lake City (1910), Portland, Baltimore (1920) y Denver. Dimitió de la agencia el 11 de diciembre de 1920 para aceptar una comisión como capitán en el ejército. Dejó el servicio activo como mayor y fue readmitido en la Oficina Central del Servicio Meteorológico el 17 de marzo de 1941. Se jubiló el 30 de abril de 1942.
Su trabajo más famoso (1911) trató la predicción del tiempo atmosférico con un método geométrico para dividir un territorio en áreas, usando una técnica previamente conocido como teselación de Dirichlet (1850) o diagramas de Voronoi (1908), pero que nunca había sido utilizado en meteorología para la interpolación de medidas. Por ello también se conoce al método como polígonos de Thiessen.